# 마로키나테

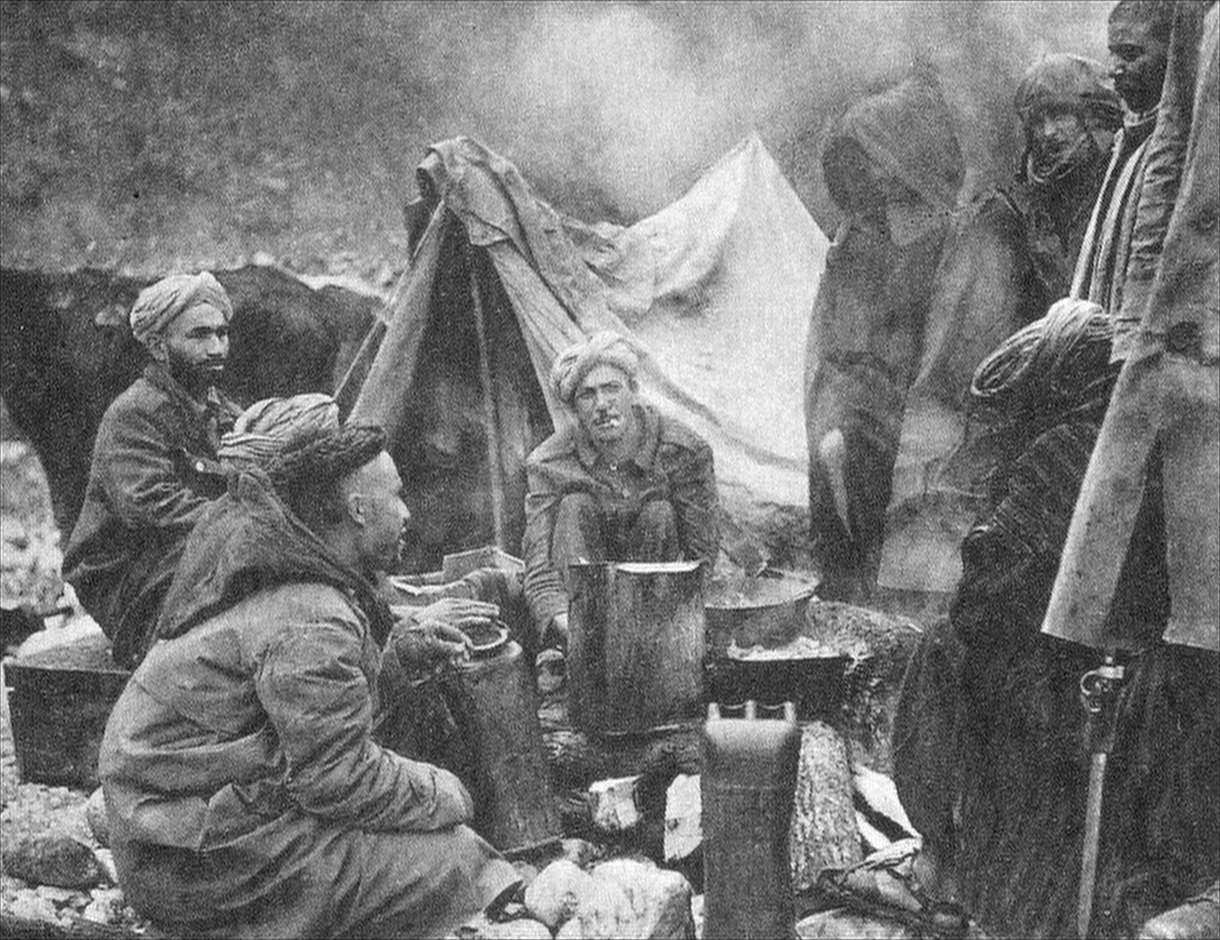
몬테카시노의 모로코인 병사들.

마로키나테(이탈리아어: Marocchinate [marokkiˈnate][*])는 이탈리아어로 “모로코인들의 짓”이라는 뜻으로, 제2차 세계 대전 당시 몬테카시노 전투 이후 프랑스군, 특히 프랑스 원정군단(군단장 알퐁스 쥐에 장군)에 소속된 모로코 구미에 병사들에게 강간당한 이탈리아 여성 피해자들을 가리키는 말이다.

## 같이 보기
- 몬테카시노 전투